# Boeing Rotorcraft Systems
Boeing Rotorcraft Systems, anciennement Boeing Helicopters jusqu'en 2002 et avant 1986 Boeing Vertol, est un fabricant d'hélicoptères américain. C’est l’ancien nom du constructeur  aéronautique désormais connu comme la Mobility Division of Boeing Military Aircraft, une division de Boeing Defense, Space & Security.
Son siège social et sa principale usine sont situés à Ridley Park, Pennsylvanie, en banlieue de Philadelphie. Positionné sur le marché de l'hélicoptère militaire, Boeing fabriquent des appareils comme le CH-46 Sea Knight ou le CH-47 Chinook.
Boeing Helicopters a été créé en tant que Boeing Vertol lorsque Vertol Aircraft Corporation (anciennement Piasecki Helicopter) firme de Morton, Pennsylvanie, fut acquise par Boeing en 1960. Le nom devient Boeing Helicopters en 1987. Quand Boeing absorbe McDonnell Douglas en 1997, l’ancien Hughes Helicopters basé à Mesa, vendue en 1984 à McDonnell Douglas Helicopters, fut placé sous Boeing Helicopters. 

## Hélicoptères produits et commercialisés par Boeing
- MH-6 Little Bird
- AH-64 Apache
- CH-47 Chinook
- CH-46 Sea Knight
- Boeing-Vertol 107
- V-22 Osprey
- A160T Hummingbird (en)